# Рожанчук, Николай Михайлович
Николай Михайлович Рожанчук (1910—1982) — советский партийный и государственный деятель.

## Биография
Николай Михайлович Рожанчук родился в 1910 году в деревне Тетеревка Житомирского района Житомирской области в семье крестьянина-бедняка. Трудовую деятельность начал в 1928 году в селе Альбиновка Житомирского района секретарем сельсовета.
Затем работал председателем комитета бедноты заместителем председателя и председателем исполкома сельсовета, председателем колхоза. Член ВКП(б) с 1932 года.
В 1936 году он был назначен на должность директора Житомирской МТС, а в 1937 году — управляющим Житомирской областной конторой «Укрнафтопостач».
С 1938 году председатель Житомирского горисполкома. Позднее — председатель Янушпильского райисполкома, секретарь оргкомитета Президиума Верховного Совета УССР по Житомирской области, первый заместитель председателя Житомирского облисполкома.
В период Великой Отечественной войны Н. М. Рожанчук был на руководящей работе в восточных областях СССР, а в 1943—1949 годах — председателем Житомирского облисполкома.
В 1952 году окончил Высшую партийную школу при ЦК Компартии Украины. С 1952 года — первый заместителем председателя, с 1953 года — председатель Полтавского облисполкома.
С июля 1955 года по январь 1961 года — первый секретарь Полтавского обкома Компартии Украины.
Последние годы перед выходом на пенсию работал на ответственной хозяйственной работе. С 1964 года — персональный пенсионер союзного значения.
Член ЦК КП Украины (1954—1961). Член Центральной ревизионной комиссии КПСС (1956—1961). Депутат Верховного Совета СССР и Верховного Совета УССР.
Умер 14 марта 1982 года на 72 году жизни после тяжелой болезни.

## Награды
- 3 ордена Ленина (в том числе 23.01.1948; 24.05.1960)
- орден Отечественной войны I степени
- медаль «За трудовую доблесть» (25.12.1959)
- медали